# الأقدام الحافية
الأقدام الحافية مؤسسة خيرية تم إنشائها في عام 1995م، من قبل المغنية الكولومبية شاكيرا، وكان عمرها عند تأسيسها 18 عاما. تعمل المؤسسة على توفير التعليم لأطفال قارة أمريكا اللاتينية، وسميت بالأقدام الحافية نسبة لألبومها الذي ساهم في شهرتها بشكل كبير، وقامت المؤسسة ببناء عدة مدارس في مناطق مختلفة من أمريكا اللاتينية وكولومبيا.